# 克莉斯汀·納格爾
克莉斯汀·納格爾（法語：Christine Nagel，1959年10月7日—）是瑞士调香师，由2016年开始是愛馬仕的御用调香师。她创造了多款知名香水，包括：2003年的Narciso Rodriguez for Her、迪奥的Miss Dior Chérie（2005）和Jo Malone London的「鼠尾草與海鹽」和「蓝风铃」等。